# Uruachi (kommun)
Uruachi är en kommun i Mexiko.   Den ligger i delstaten Chihuahua, i den nordvästra delen av landet, 1 300 km nordväst om huvudstaden Mexico City. Antalet invånare är 8 200. Arean är 3 058 kvadratkilometer.
Terrängen i Uruachi är bergig västerut, men österut är den kuperad.
Följande samhällen finns i Uruachi:
- Uruachi
- Calaveras
- El Rebaje
- El Manzano
- Rocoroyvo
- Hacienda Sáenz
- Mocorichi de Arriba
- La Cumbre